# Cantonul Perros-Guirec
Cantonul Perros-Guirec este un canton din arondismentul Lannion, departamentul Côtes-d'Armor, regiunea Bretania, Franța.

## Comune
- Kermaria-Sulard
- Louannec
- Perros-Guirec (reședință)
- Pleumeur-Bodou
- Trévou-Tréguignec
- Saint-Quay-Perros
- Trébeurden
- Trégastel
- Trélévern